# Toshio Hirabayashi
Toshio Hirabayashi (平林 俊夫, Hirabayashi Toshio) was een Japans voetballer die als middenvelder speelde.

## Japans voetbalelftal
Toshio Hirabayashi maakte op 23 mei 1923 zijn debuut in het Japans voetbalelftal tijdens een Spelen van het Verre Oosten tegen Filipijnen. Toshio Hirabayashi debuteerde in 1923 in het Japans nationaal elftal en speelde 2 interlands.

## Statistieken
| Japans voetbalelftal | Japans voetbalelftal | Japans voetbalelftal |
| Jaar                 | Wed.                 | Dlp.                 |
| -------------------- | -------------------- | -------------------- |
| 1923                 | 2                    | 0                    |
| Totaal               | 2                    | 0                    |